# Doornik (Nederland)
Doornik is een buurtschap die behoort tot de Nederlandse plaats Bemmel. Het ligt in de Gelderse landstreek de Betuwe en hoort bij de gemeente Lingewaard. De buurtschap is gelegen ten noorden van de rivier de Waal: ongeveer twee kilometer ten noordoosten van de plaats Lent. Doornik heeft ongeveer vijftien inwoners.

## Geschiedenis

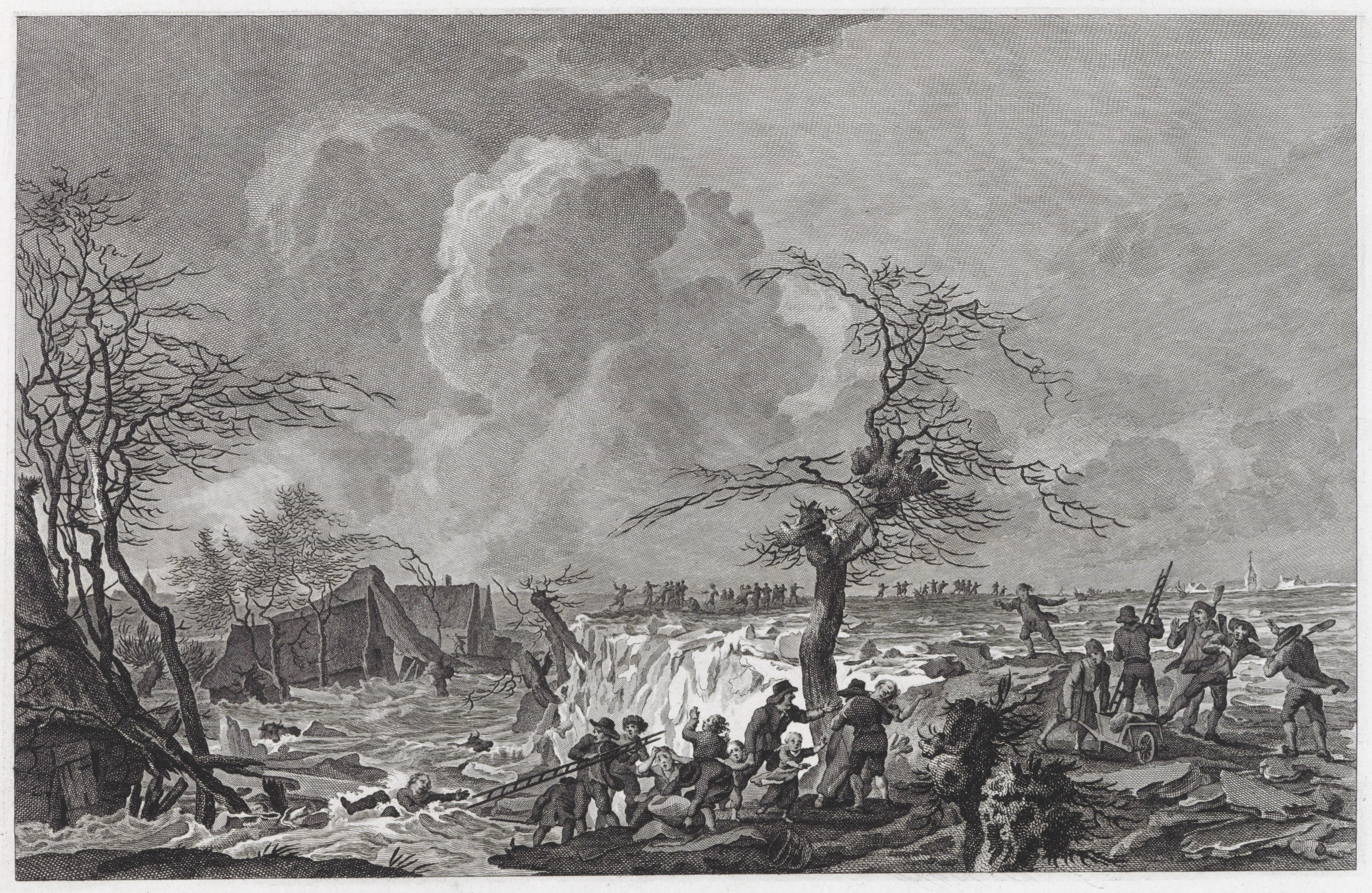
De dijkdoorbraak bij Doornik in 1799, getekend door Cornelis van Hardenbergh

Doornik is feitelijk niet altijd een buurtschap geweest. Tot 1799 was het een klein dorp met een eigen kerk; dit dorp wordt ook wel 'Oud-Doornik' genoemd. Er heeft ook een kasteel gestaan, genaamd Kasteel Doornik. Op 7 februari 1799 was er een ernstige dijkdoorbraak bij Doornik. Bij deze doorbraak van de Waal verdronken zeventien mensen en gingen alle achttien huizen, inclusief de kerk, verloren. Hierna is het dorp Doornik nooit meer helemaal opgebouwd. Kasteel Doornik werd na de uitbraak van een brand in 1823 afgebroken. In de uiterwaarden van Bemmel worden nog af en toe stenen van de verdwenen huizen en het kerkgebouw van Doornik gevonden.
Doornik hoorde tot en met het jaar 2000 bij de voormalige gemeente Bemmel. De voormalige gemeente Bemmel fuseerde in 2001 met de aangrenzende voormalige gemeentes Huissen en Gendt, om de fusiegemeente Lingewaard te vormen.

## Landgoed Doornik

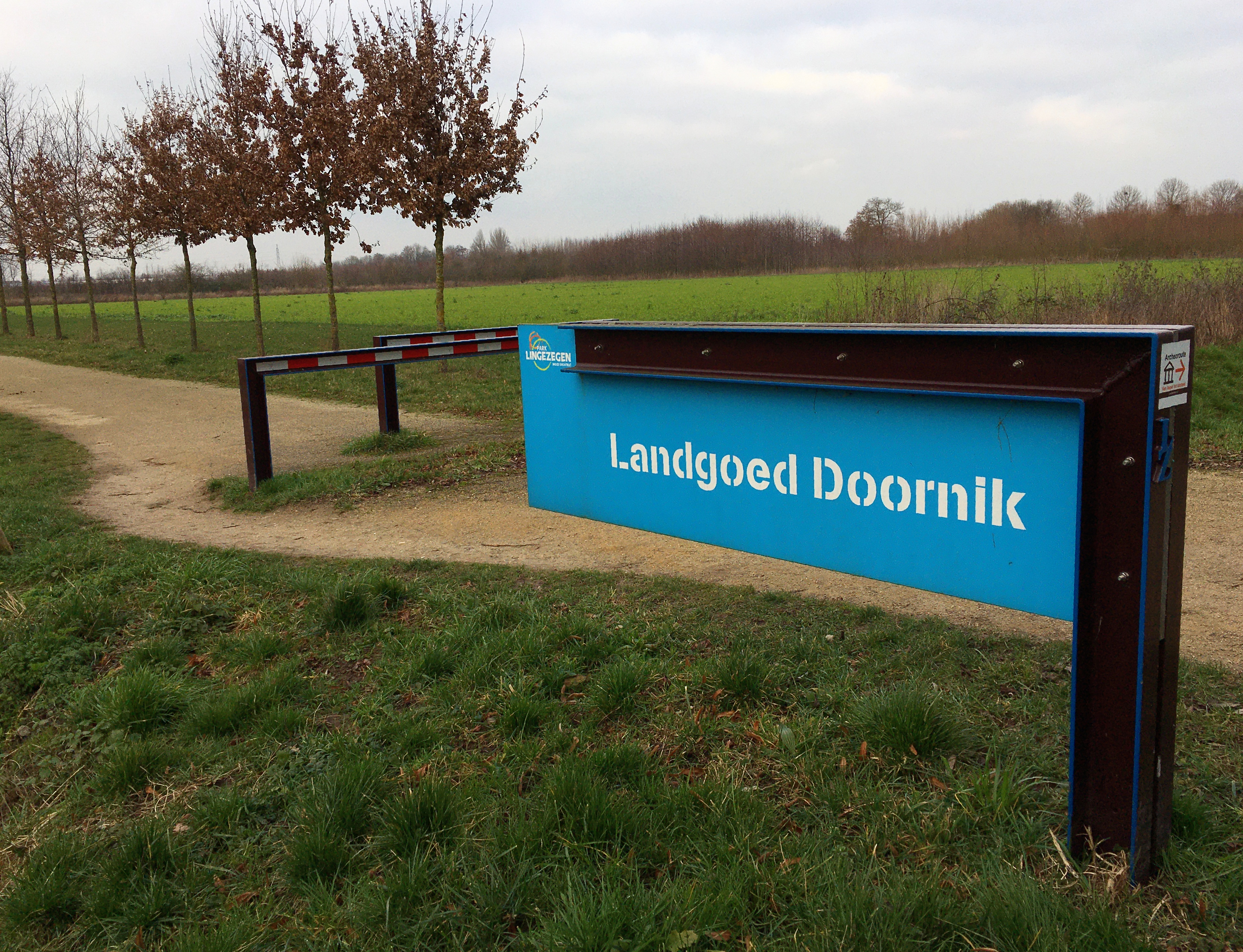
Bord bij een van de ingangen van Landgoed Doornik (Park Lingezegen)

Bij Doornik ligt het gelijknamige Landgoed Doornik. Dit landgoed is gekoppeld aan het landschapspark Park Lingezegen. In het beheer van Landgoed Doornik worden elementen gecombineerd uit zowel de arcadische natuurvisie als de functionele natuurvisie. Op het landgoed liggen onder andere akkerreservaten, voedselbossen en (oude) houtwallen. Ook is er een openluchtklaslokaal en een moestuin op het landgoed aanwezig. 

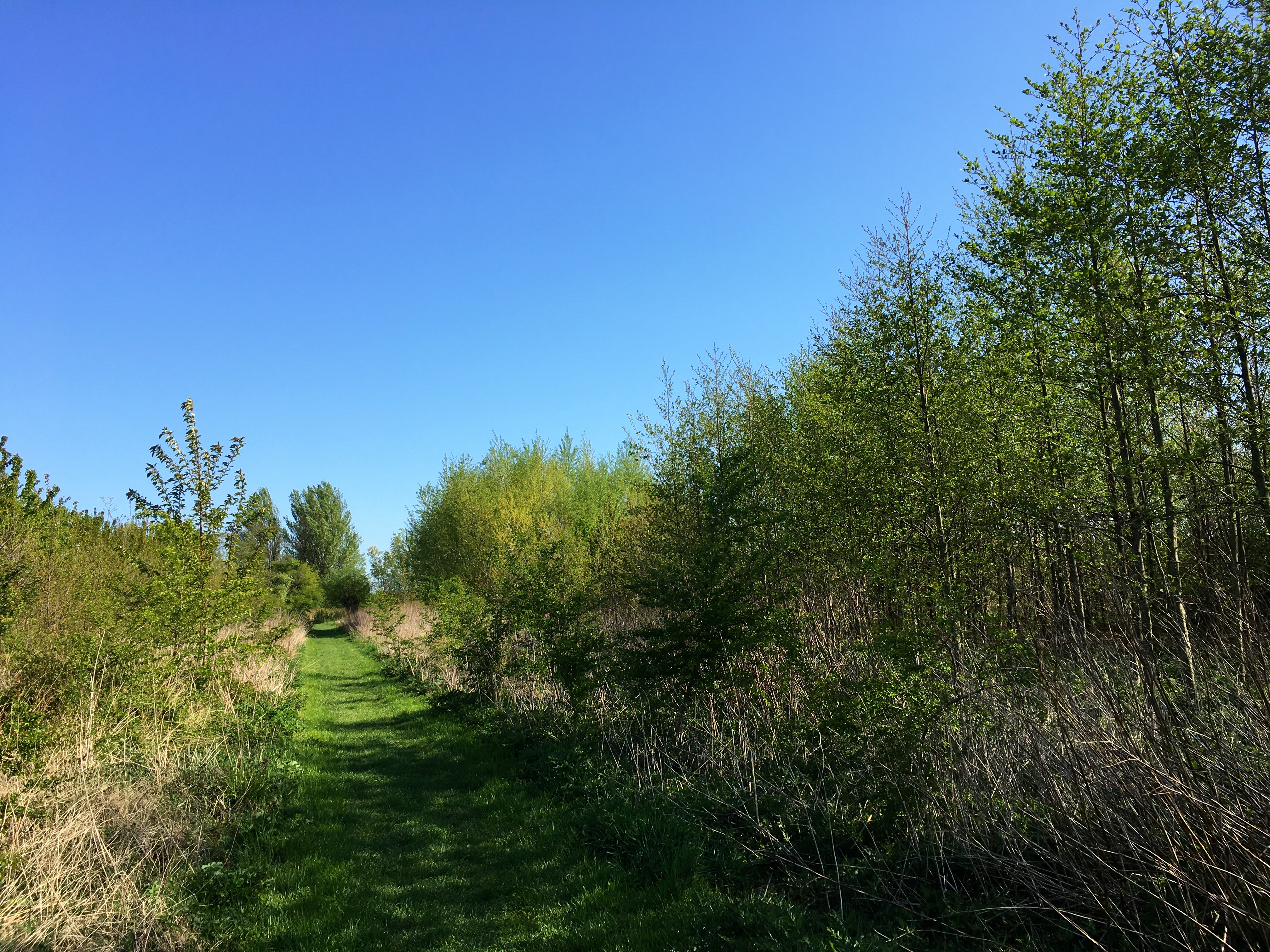
(Voedsel)bossen op het landgoed. Aan de linkerkant zoete kers (Prunus avium) en aan de rechterkant zwarte els (Alnus glutinosa).

### Flora
Op en langs de akkerreservaten, die 'natuurakkers' worden genoemd, zijn veel bedreigde, klassieke Nederlandse akkerkruiden geherintroduceerd. Voorbeelden hiervan zijn de in Nederland zeer zeldzame akkerboterbloem (Ranunculus arvensis) en wilde weit (Melampyrum arvense). Oorspronkelijk groeide er in het akkerland van het landgoed al een kleine natuurlijke populatie van de zeer zeldzame naaldenkervel (Scandix pecten-veneris) en wilde ridderspoor (Consolida regalis). Mede vanwege het toepassen van de beheertypen waarbij deze plantensoorten gebaat zijn, hebben de oorspronkelijke populaties zich kunnen uitbreiden op het landgoed. De cultuurgewassen die op de natuurakkers verbouwd worden zijn hoofdzakelijk zeldzame oude graanrassen. 

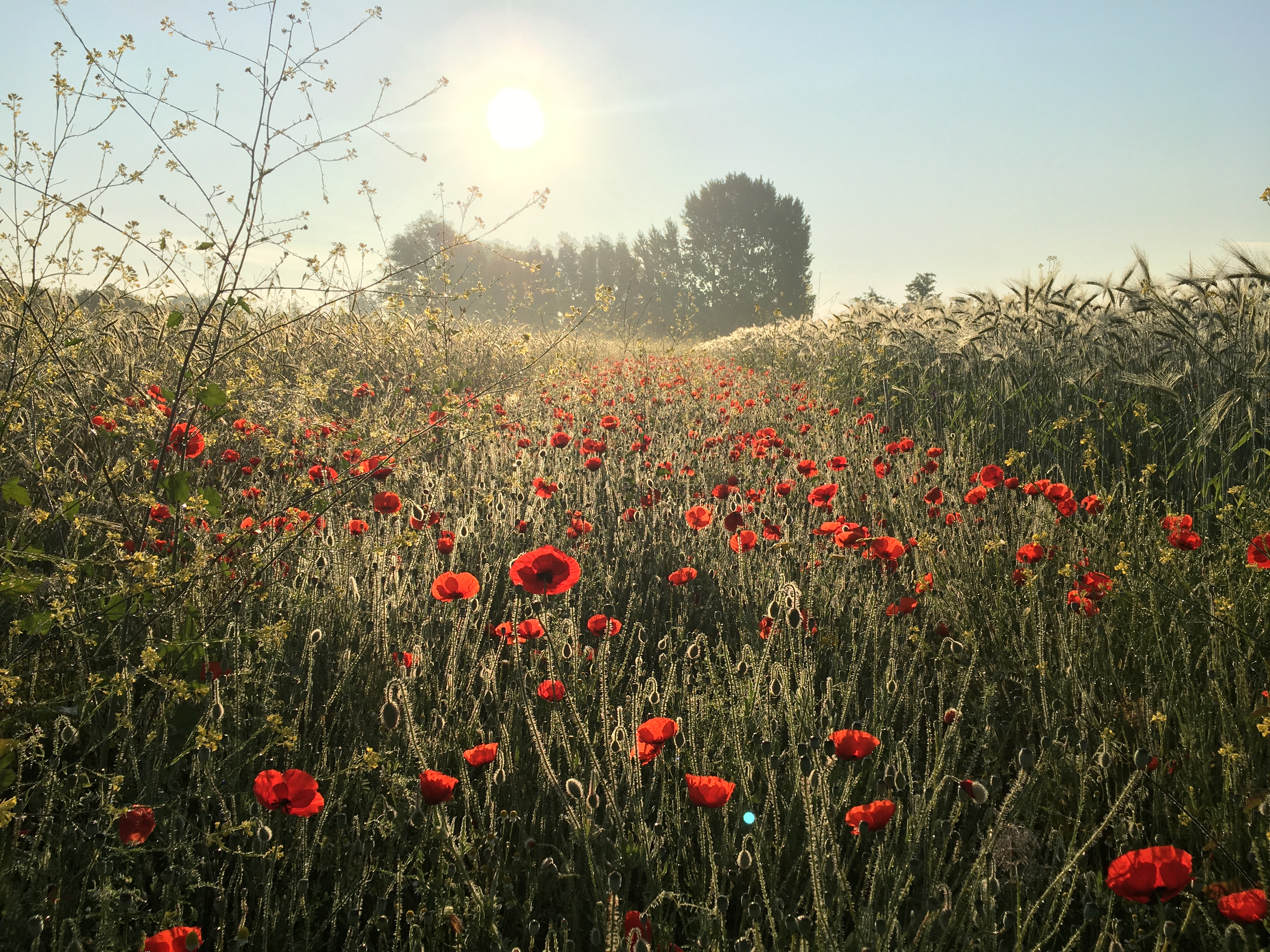
Zonsopgang in een akkerreservaat op het landgoed, gedurende de vroege zomer

In bepaalde delen van Landgoed Doornik liggen stroken die qua soortensamenstelling doen denken aan een stroomdalvegetatie. Typische soorten, met een hoge abundantie binnen deze delen van het landgoed, zijn bijvoorbeeld ruige weegbree (Plantago media), veldsalie (Salvia pratensis), kattendoorn (Ononis spinosa subsp. spinosa) en kleine pimpernel (Poterium sanguisorba).
Door het landgoed loopt het De Ranitzpad: een verhard pad dat is vernoemd naar Jacob Frans de Ranitz. Aan de oostzijde van dit verharde pad ligt een lager gelegen nattere strook, met een middelhoog opschietende begroeiing. Hierin staat een zeer soortenrijke vegetatie waarbij een verschralingsbeheer wordt toegepast. Bijenorchis (Ophrys apifera), rietorchis (Dactylorhiza praetermissa) en grote ratelaar (Rhinanthus angustifolius) hebben zich hier spontaan gevestigd.
Aan de andere kant van De Ranitzpad, alsmede langs andere verharde paden door het landgoed, staan heggen van eenstijlige meidoorn en andere inheemse doorn- en stekelstruiken. Hierlangs heeft zich een zoomvegetatie van middelhoog opschietende kruiden en grassen ontwikkeld. Kruiden met een hoge abundantie binnen deze zoombegroeiingen zijn onder andere wilde marjolein (Origanum vulgare), borstelkrans (Clinopodium vulgare) en gewone agrimonie (Agrimonia eupatoria). Daarnaast heeft dauwbraam (Rubus caesius) een hoge bedekking en komen de grassen kropaar (Dactylis glomerata) en goudhaver (Trisetum flavescens) veelvuldig voor in deze zomen. Deze zoombegroeiingen op het landgoed doen denken aan de marjolein-klasse (Trifolio-Geranietea sanguinei). 

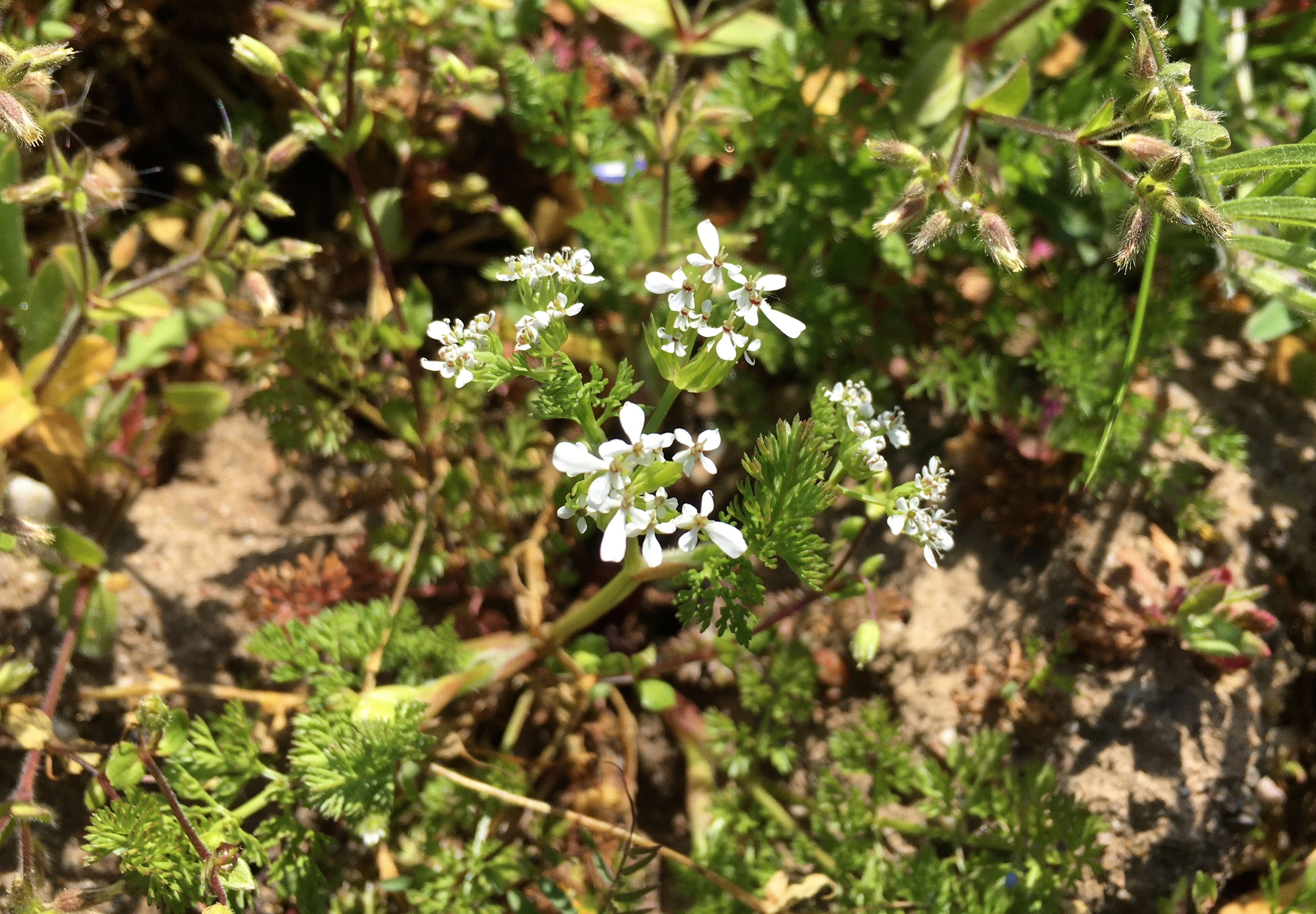
Naaldenkervel in bloei op Landgoed Doornik
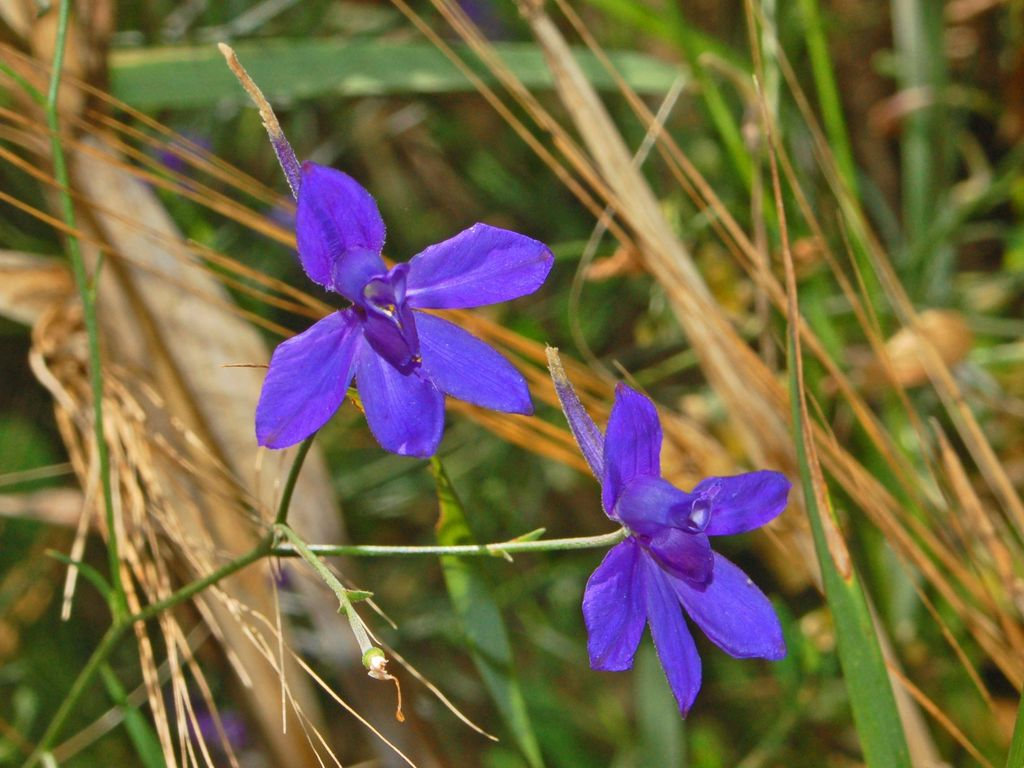
De bloemen van de wilde ridderspoor
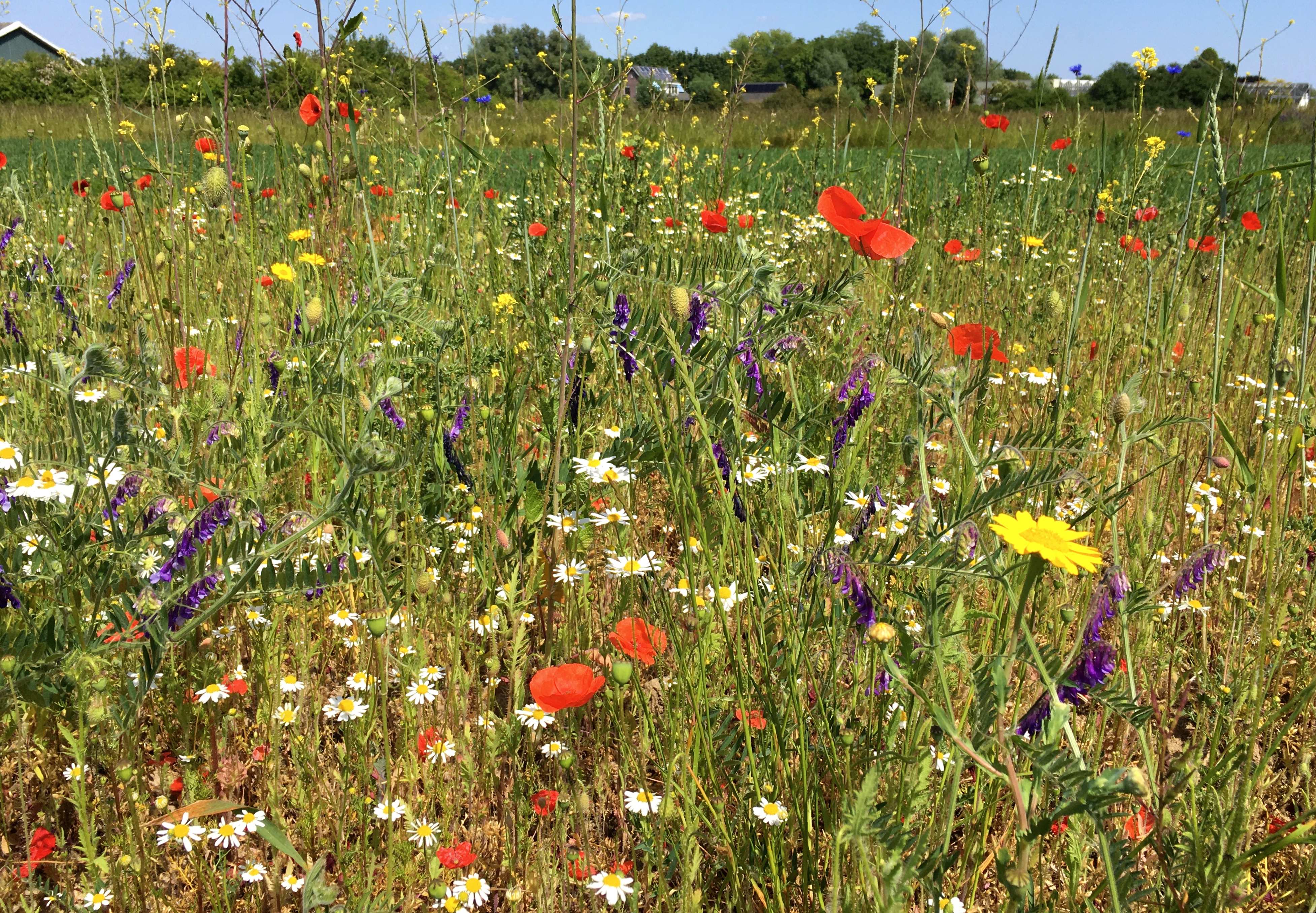
Bloeiende akkerkruiden op het landgoed

### Vogels
Landgoed Doornik biedt habitats voor een relatief groot aantal Nederlandse vogelsoorten. Kleine zangvogels waaronder bijvoorbeeld grasmus, putter en kneu komen veelvuldig op het landgoed voor; ze kunnen makkelijk worden waargenomen op en langs de natuurakkers, en in de houtwallen. Een aantal karakteristieke Nederlandse akkervogels die min of meer sterk gebonden zijn aan het (historische) kleinschalig agrarische cultuurlandschap, vinden in het bijzonder op Landgoed Doornik een geschikt biotoop. Voorbeelden van deze akkervogels zijn patrijs, geelgors en veldleeuwerik, die tevens op het landgoed voorkomen.

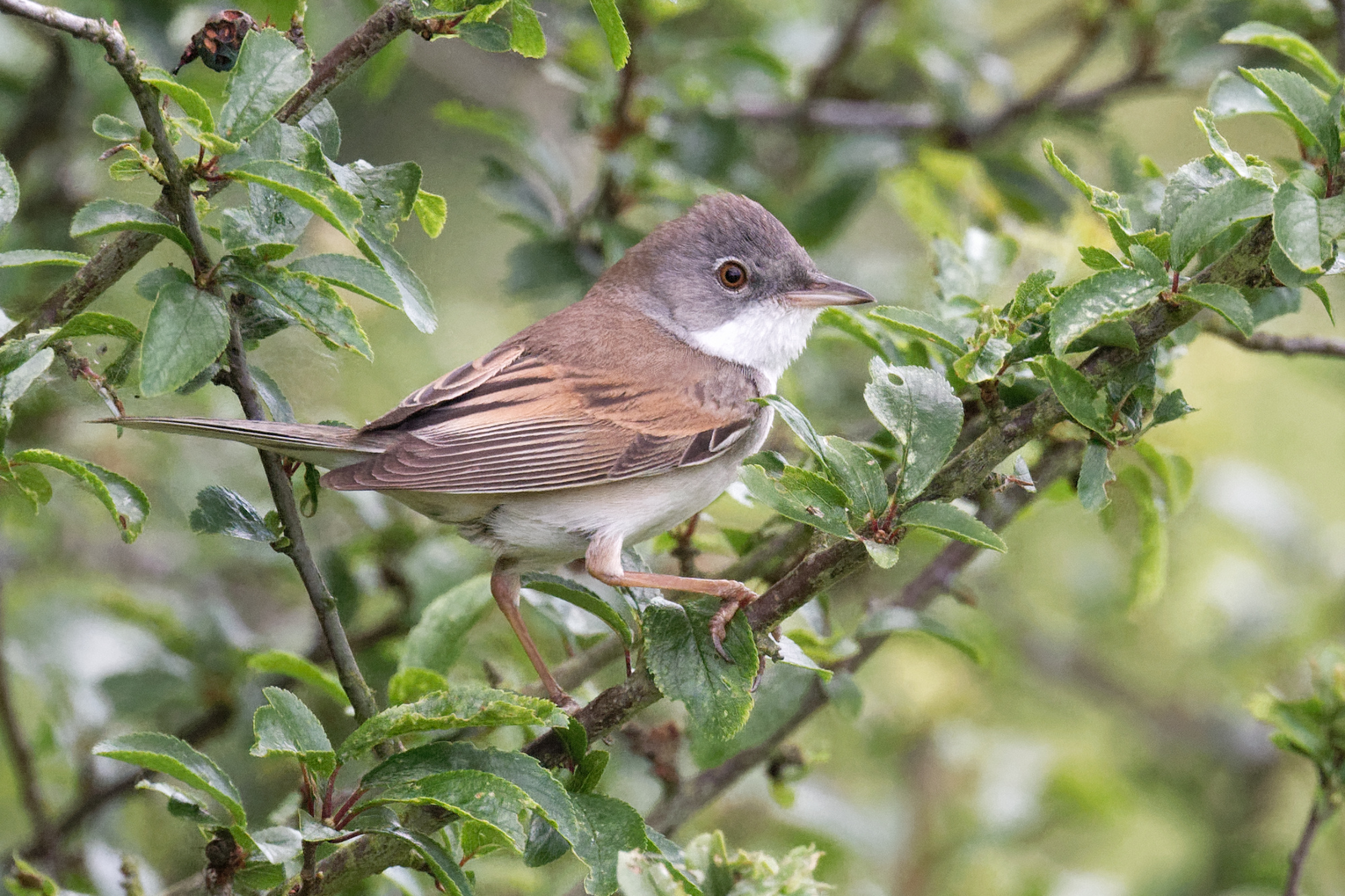
Grasmus (mannetje)
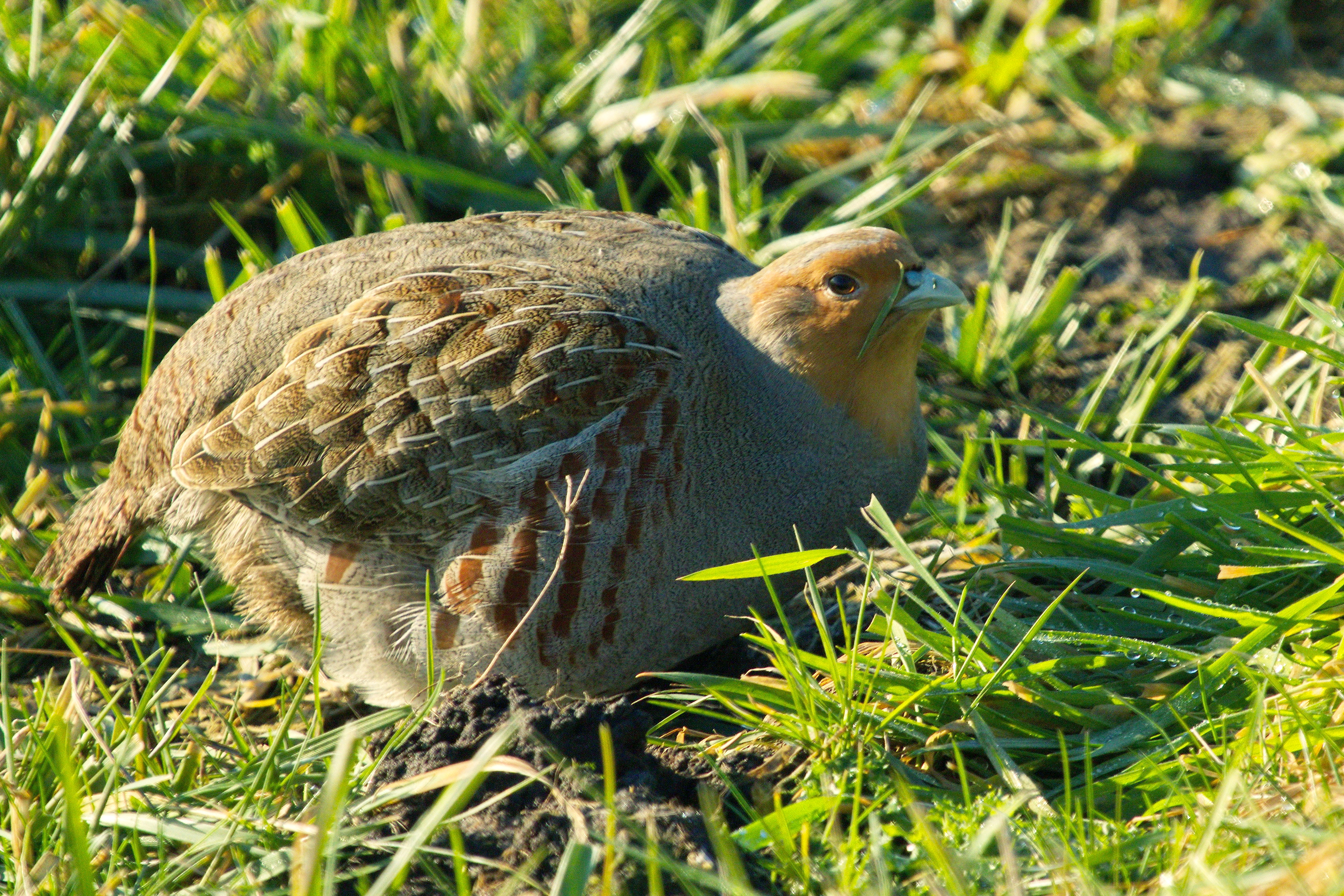
Patrijs (vrouwtje)
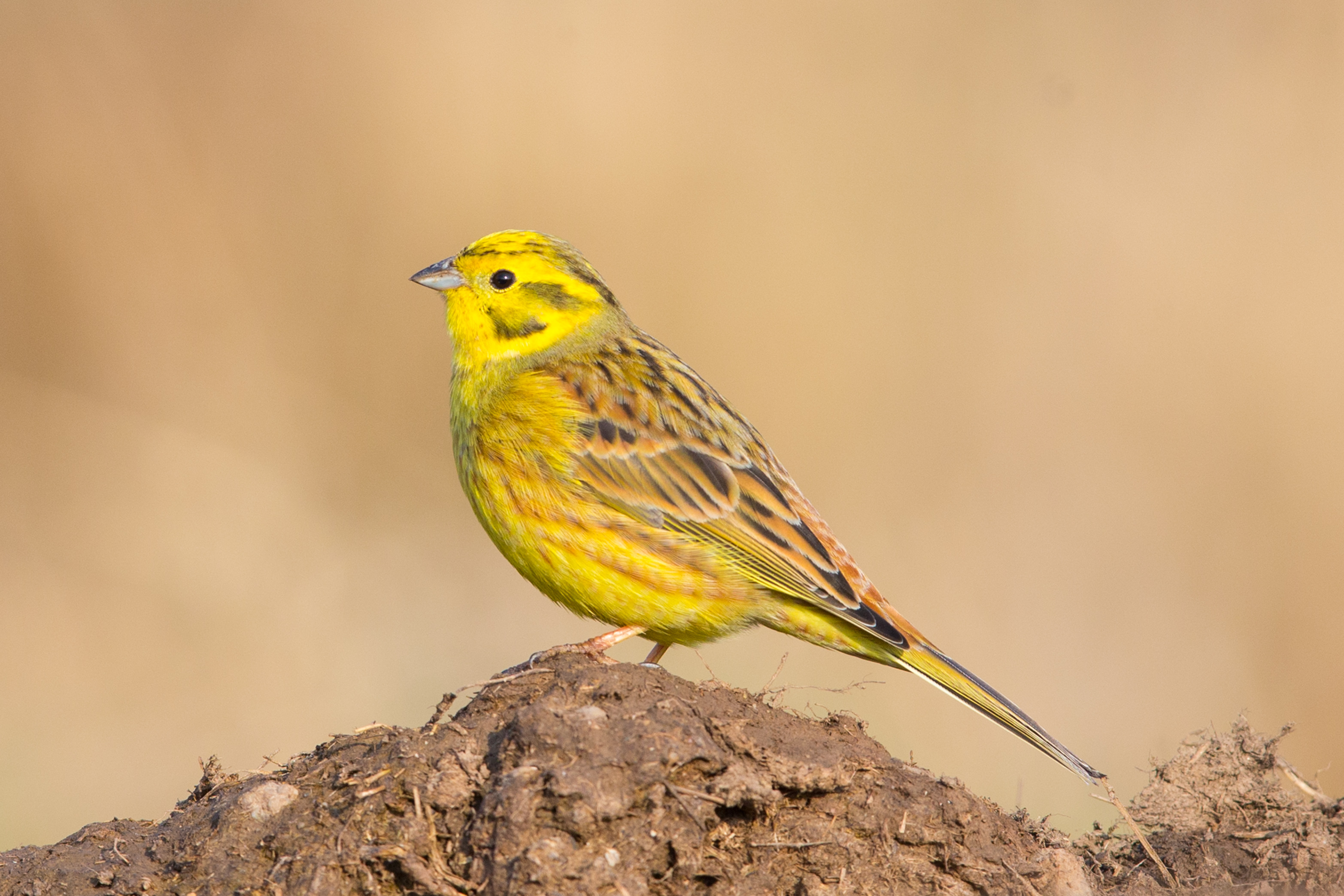
Geelgors (mannetje)

## Afbeeldingen

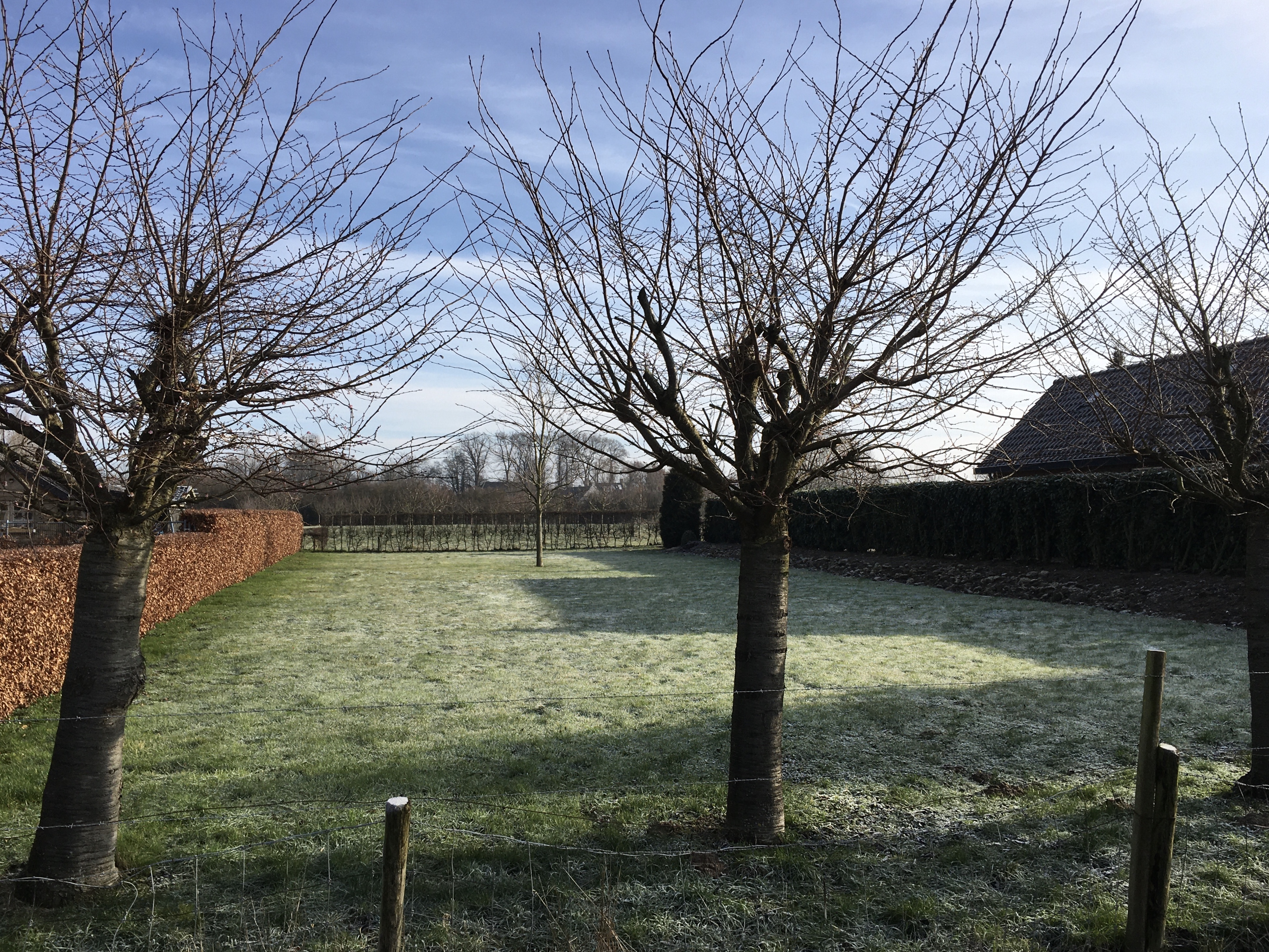
Zicht vanaf de Vossenpelssestraat
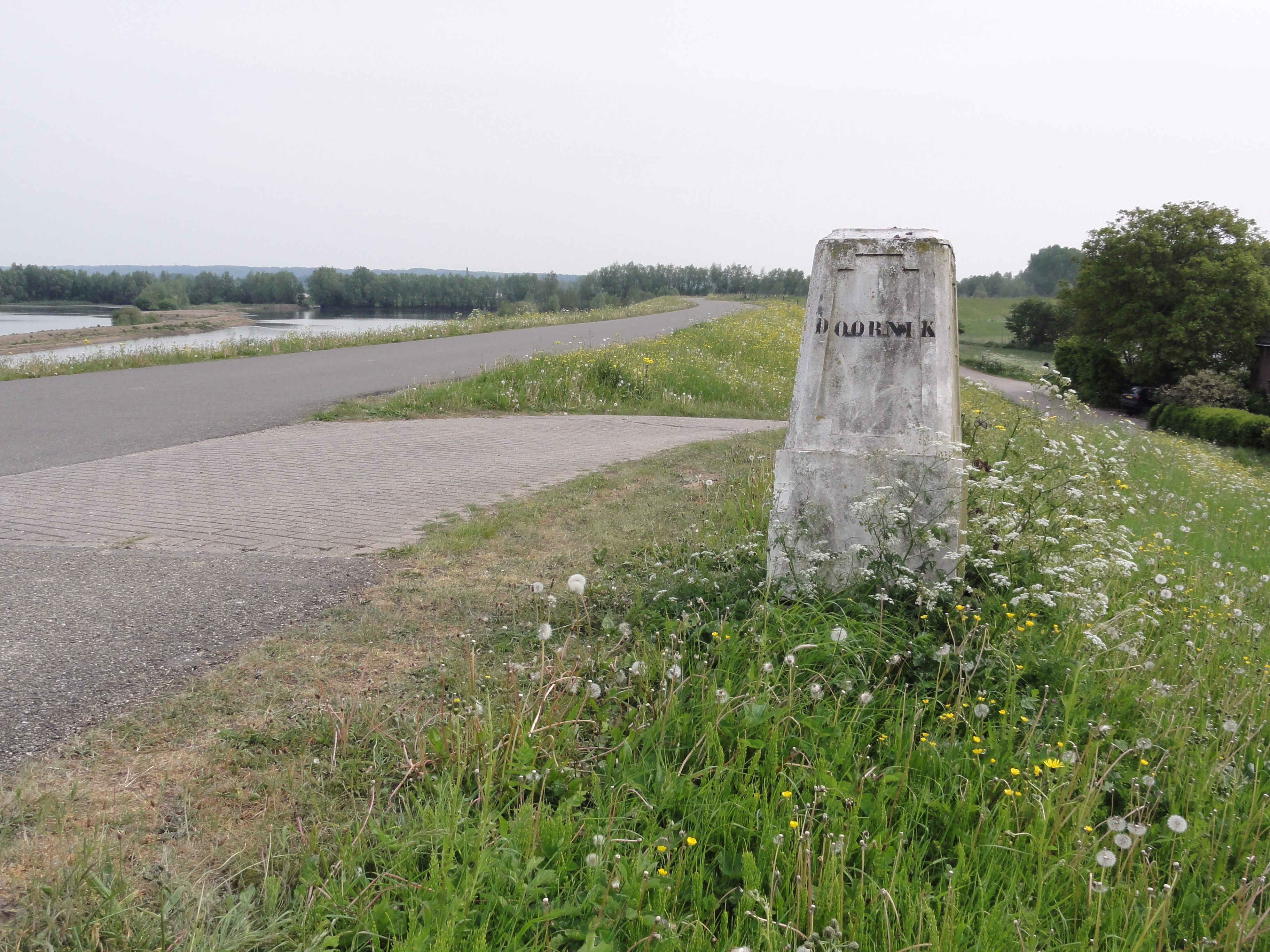
Oude grenspaal op de Bemmelse Waaldijk
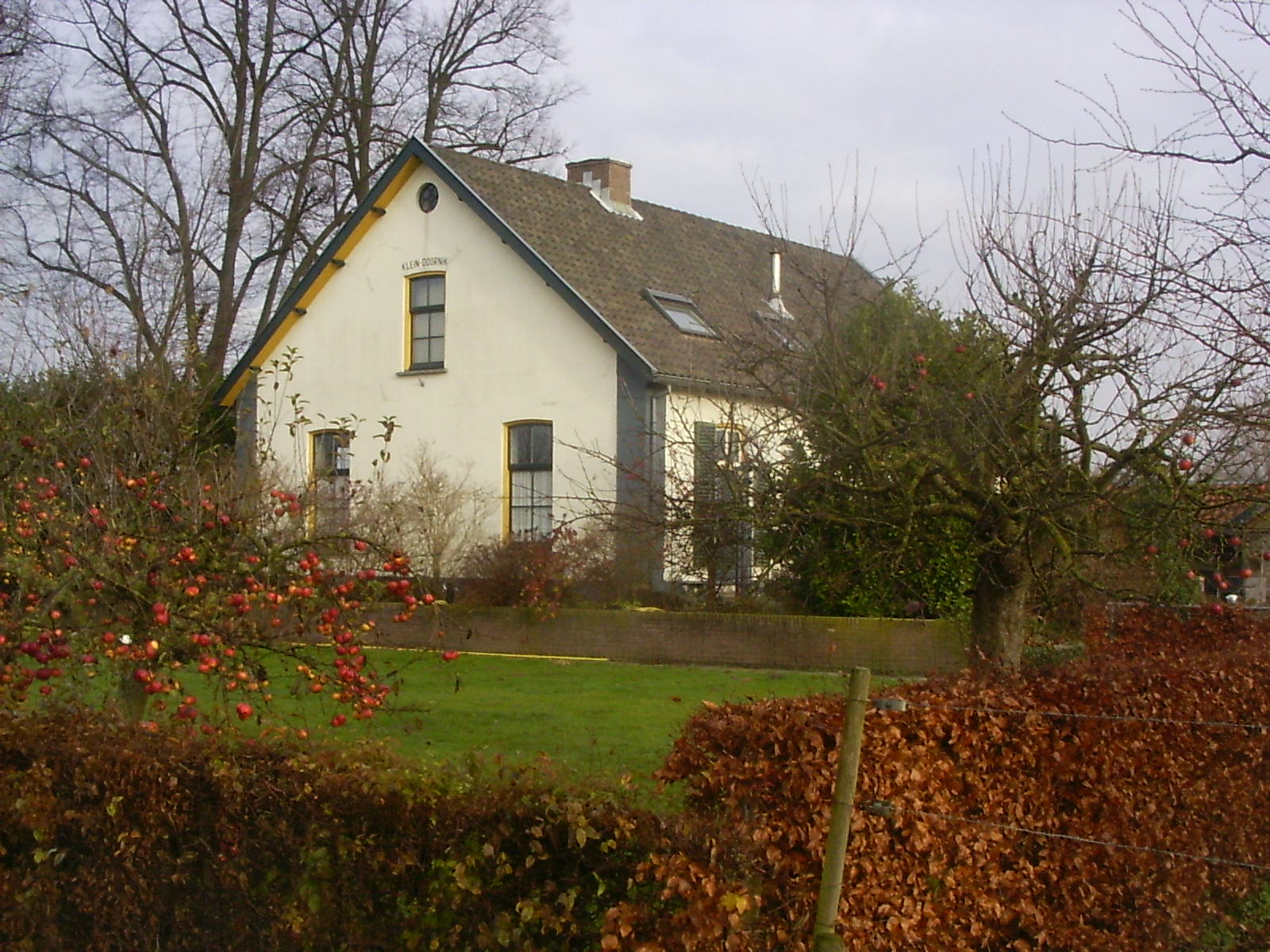
Gemeentelijk monument Klein-Doornik uit 1876
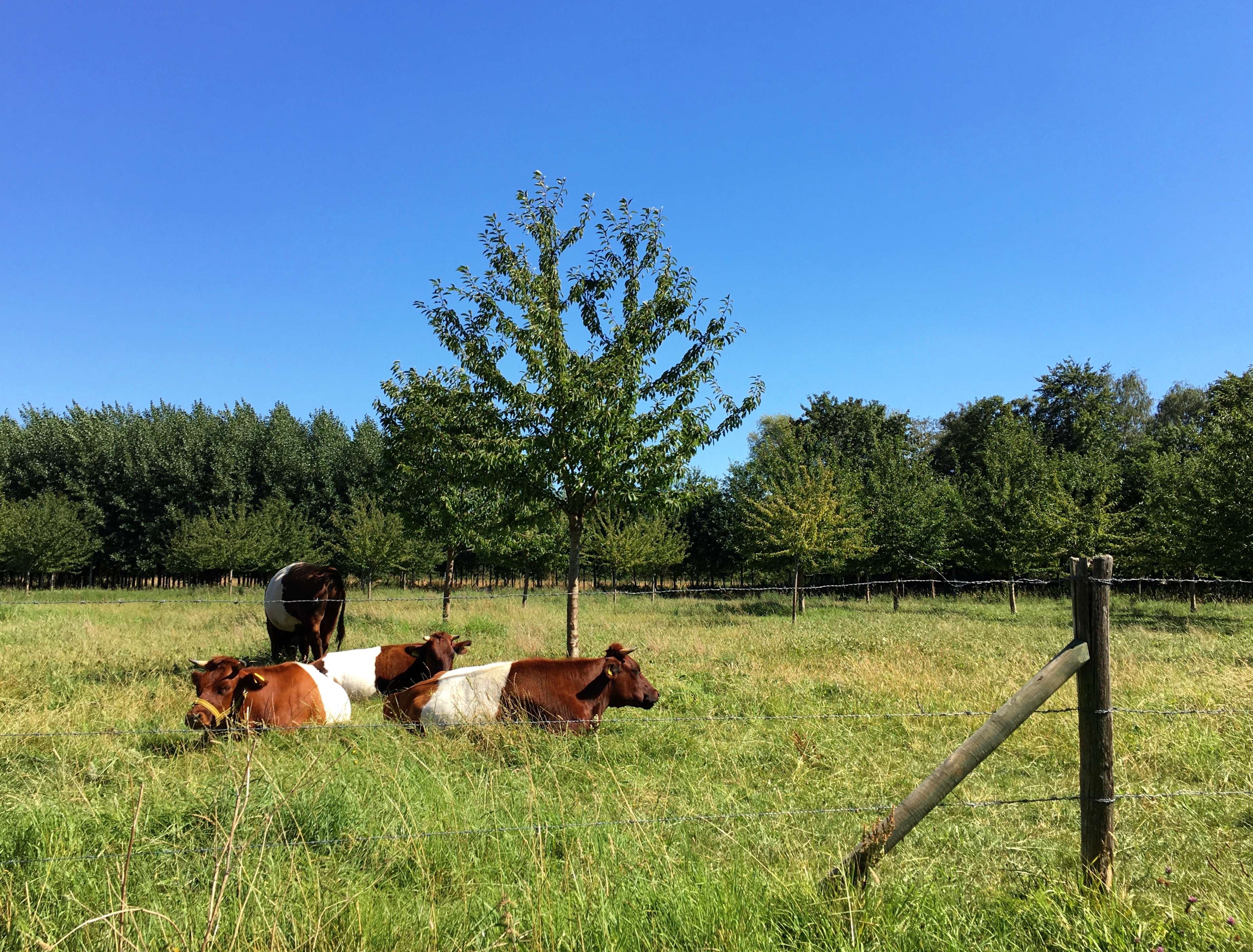
Lakenvelders op Landgoed Doornik
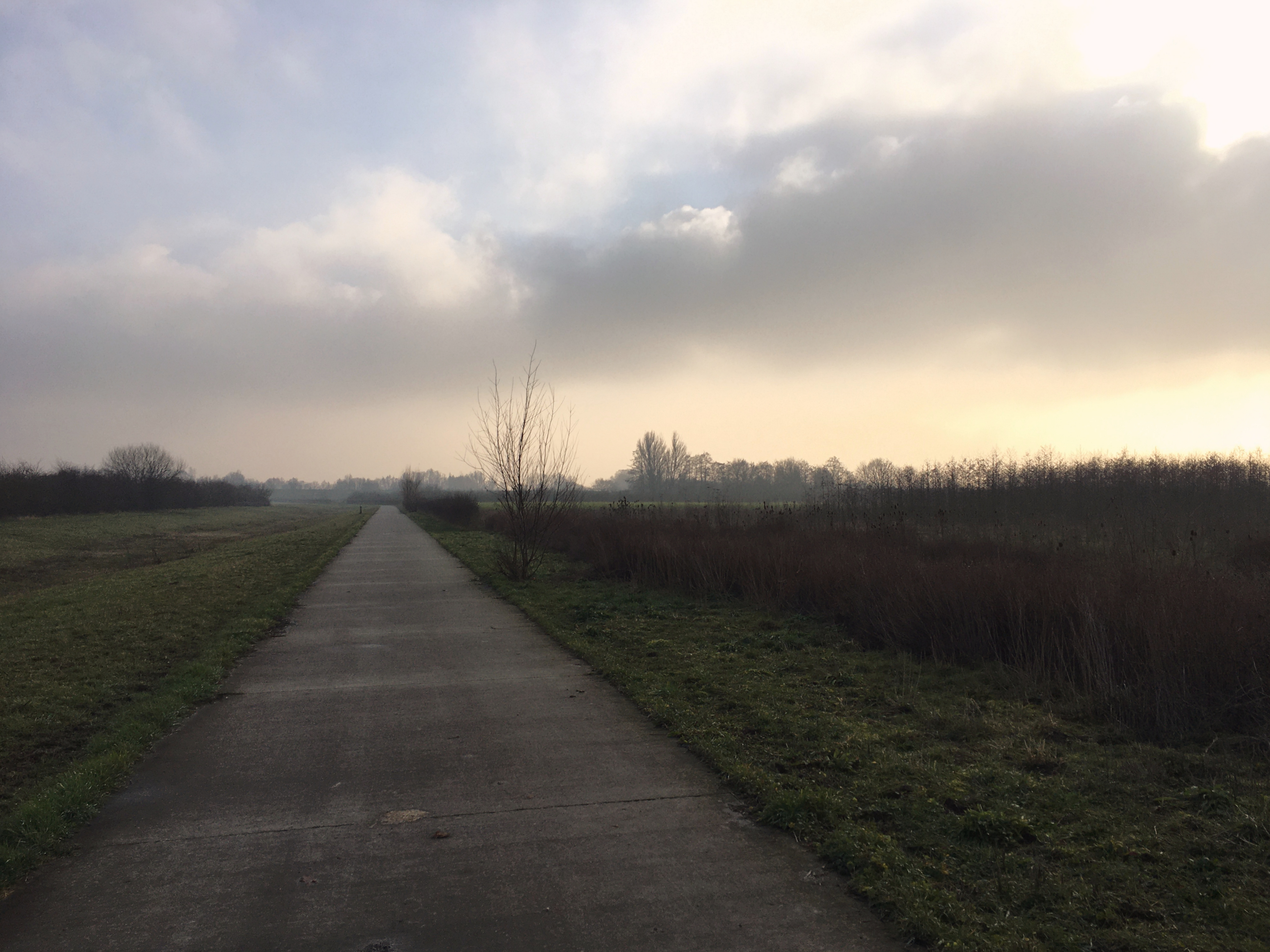
De Ranitzpad (verhard pad door het landgoed)
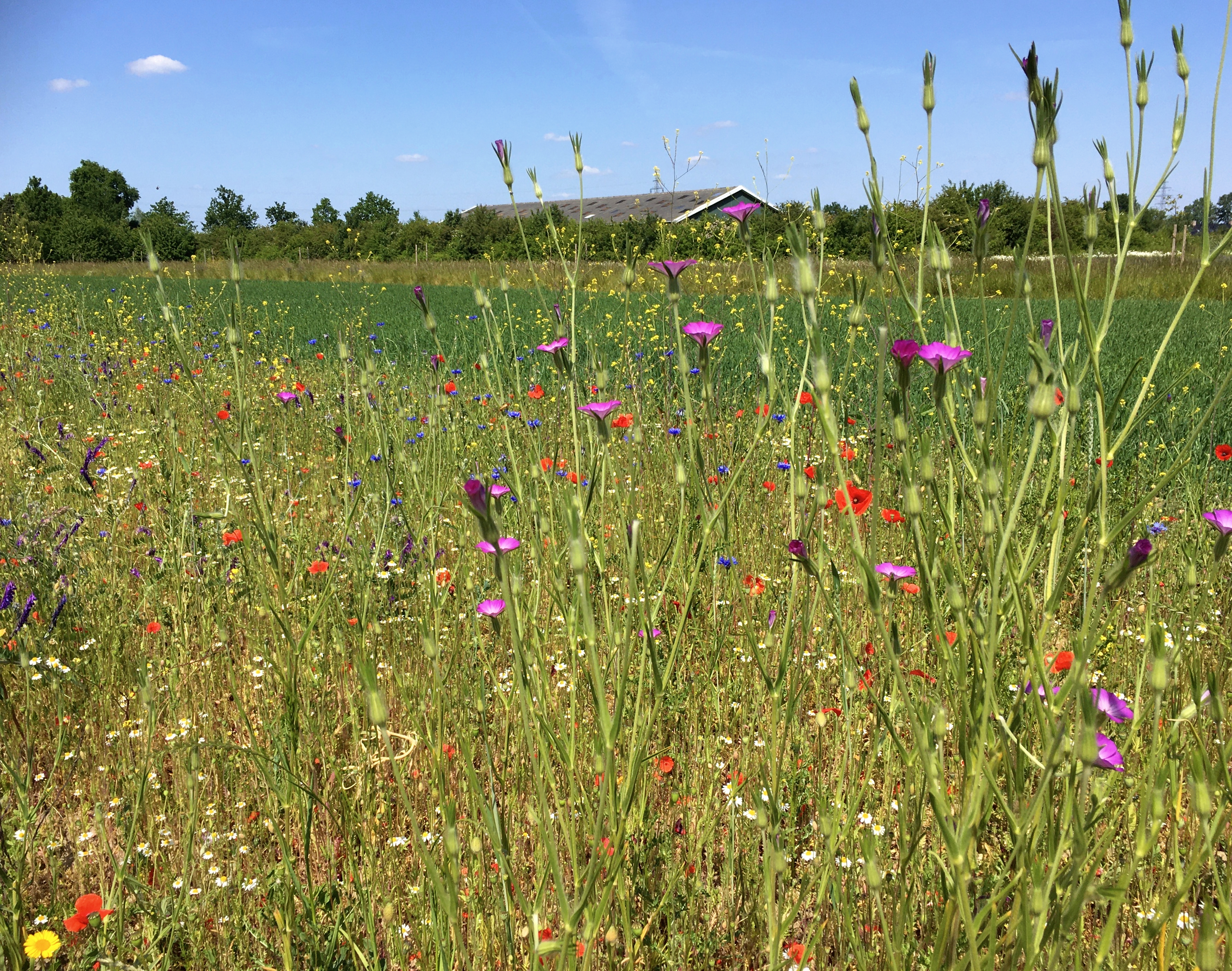
Akkerrand, met onder andere bolderik

## Trivia
- Bij Doornik is nergens een officieel plaatsnaambord voor de buurtschap geplaatst. Wel is er in de buurtschap een straatnaambord geplaatst in een straat die ook Doornik heet. Het laatstgenoemde verkeersbord heeft dus alleen betrekking op de straat Doornik, en niet op de buurtschap Doornik, waarin deze straat ligt.